# Leucauge stictopyga
Leucauge stictopyga là một loài nhện trong họ Tetragnathidae.
Loài này thuộc chi Leucauge. Leucauge stictopyga được miêu tả năm 1890 bởi Thorell.